# الكاراكيخوس (قرطبة)
بلدية الكاراكيخوس (بالإسبانية: Alcaracejos)‏، هي إحدى بلديات مقاطعة قرطبة إحدى مقاطعات إسبانيا، والتي تقع في منطقة الأندلس جنوب إسبانيا.
يبلغ عدد سكانها 1.500 نسمة وفقاً لإحصائية سنة (2007).